# Holopodidae
De Holopodidae zijn een familie van zeelelies uit de orde Cyrtocrinida.

## Geslachten
- Cyathidium Steenstrup, 1847
- Holopus d'Orbigny, 1837